# Mohammad Ghareeb
Mohammad Ghareeb (arabisch محمد الغريب; * 22. Juli 1980 in Kuwait) ist ein kuwaitischer Tennisspieler.

## Karriere
Ghareeb spielt in seiner Karriere hauptsächlich auf der ITF Future Tour und der ATP Challenger Tour. Auf der Future Tour gewann er im Einzel und Doppel zusammen 15 Titel. Am erfolgreichsten war er im Jahr 2007 im Doppel, als er neben drei Future-Titeln auch zwei Titel auf der Challenger Tour gewann. Jeweils mit Johan Brunström gewann er die Titel in Toljatti und Tampere. 2008 erreichte er im Doppel auch seine Höchstplatzierung in der Weltrangliste mit Platz 264; im Einzel war diese im Jahr 2006 Rang 336.
2003 kam er in Dubai durch eine Wildcard zu seinem ersten Auftritt auf der ATP World Tour. Im Doppel verlor er in der ersten Runde an der Seite von Omar Awadhy gegen Donald Johnson und Jared Palmer. In den folgenden Jahren konnte er jeweils mit einer Wildcard ausgestattet, an den Turnieren in Dubai und Doha teilnehmen, bei denen er aber lediglich einmal, im Jahr 2011 ein Match gewinnen konnte. Genauso verhält es sich im Einzel, wo er nur im Jahr 2006 einmal gewinnen konnte. Er schlug Omar Awadhy, ehe er im Achtelfinale Roger Federer unterlag.
Weit erfolgreicher war er im Davis Cup, wo er bereits 1997 im Alter von 17 Jahren, für Kuwait zum Einsatz kam. Seitdem hat er eine Bilanz von 65:29. Damit ist er Rekordspieler seines Landes in allen Kategorien – von den meisten Einzel- und Doppelsiegen, über die meisten Teilnahmen, bis hin zu den meisten Jahren, die er für sein spielt. Im Jahr 2014 wurde er mit dem Davis Cup Commitment Award ausgezeichnet.

## Erfolge
| Legende (Anzahl der Siege)  |
| Grand Slam                  |
| ATP World Tour Finals       |
| ATP World Tour Masters 1000 |
| ATP World Tour 500          |
| ATP World Tour 250          |
| ATP Challenger Tour (2)     |

### Doppel

#### Turniersiege
| Nr. | Datum          | Turnier  | Belag     | Partner         | Finalgegner                 | Ergebnis           |
| --- | -------------- | -------- | --------- | --------------- | --------------------------- | ------------------ |
| 1.  | 22. Juli 2007  | Toljatti | Hartplatz | Johan Brunström | Ivan Cerović Pierrick Ysern | 7:64, 4:6, [13:11] |
| 2.  | 5. August 2007 | Tampere  | Sand      | Johan Brunström | Jukka Kohtamäki Mika Purho  | 6:2, 7:65          |